# Conus partusus
Conus partusus é uma espécie de gastrópode do gênero Conus, pertencente a família Conidae.